# Rhagoletotrypeta argentinensis
Rhagoletotrypeta argentinensis är en tvåvingeart som först beskrevs av Aczel 1951.  Rhagoletotrypeta argentinensis ingår i släktet Rhagoletotrypeta och familjen borrflugor. Inga underarter finns listade i Catalogue of Life.